# AirPort
O AirPort foi uma série de dispositivos de rede de área local sem fio e placas de rede desenvolvidos pela Apple Inc. que utilizava protocolos Wi-Fi (802.11b, 802.11g, 802.11n e 802.11ac). No Japão, a linha de produtos era registrada sobre a marca de AirMac devido a registro anterior pelo I-O DATA. 
A Apple introduziu a linha AirPort em 1999. As placas de rede foram descontinuadas em 2009 após a transição do Mac para processadores Intel. Os computadores Mac passaram a utilizar Wi-Fi integrado. A linha de roteadores sem fio da Apple consistia no AirPort Extreme, AirPort Time Capsule e o AirPort Express. Em 26 de abril de 2018, a Apple descontinuou oficialmente a linha de produtos AirPort. O estoque restante foi vendido e a Apple posteriormente colocou à venda roteadores selecionados das marcas Linksys, Netgear e Eero em lojas de varejo da Apple.

## Base stations
Uma estação base AirPort era utilizada para conectar computadores com suporte ao AirPort à Internet, uns com os outros, uma rede com fio LAN e/ou outros dispositivos.

### AirPort

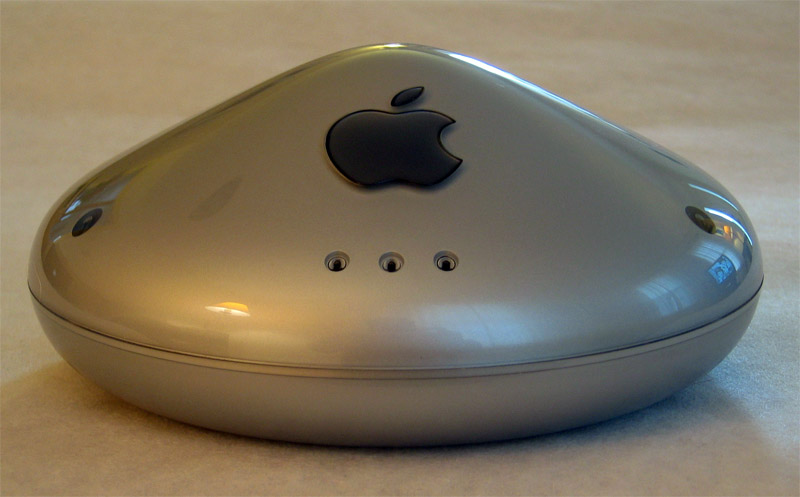
A Estação Base AirPort (Graphite) Original

A estação base original (conhecida como Graphite) apresentava um modem e uma porta Ethernet. Foi baseada na mesma Placa de PC Lucent WaveLAN Bronze que a Placa AirPort e utilizava um processador 486 embutido. Foi lançada em 21 de julho de 1999. A Estação Base AirPort Graphite é funcionalmente idêntica a estação base sem fioLucent RG-1000.
Um modelo de segunda geração (conhecida como Dual Ethernet ou Snow) foi introduzido em 13 de novembro de 2001. Adicionando uma segunda porta Ethernet, permitindo o compartilhamento de uma conexão de rede com fio entre os clientes com fio e sem fio. Outra novidade foi a habilidade de conectar-se ao serviço discado da America Online recurso único nas estações base da Apple. Este modelo foi baseado no processador PowerPC 860 da Motorola.

### AirPort Extreme (802.11g)

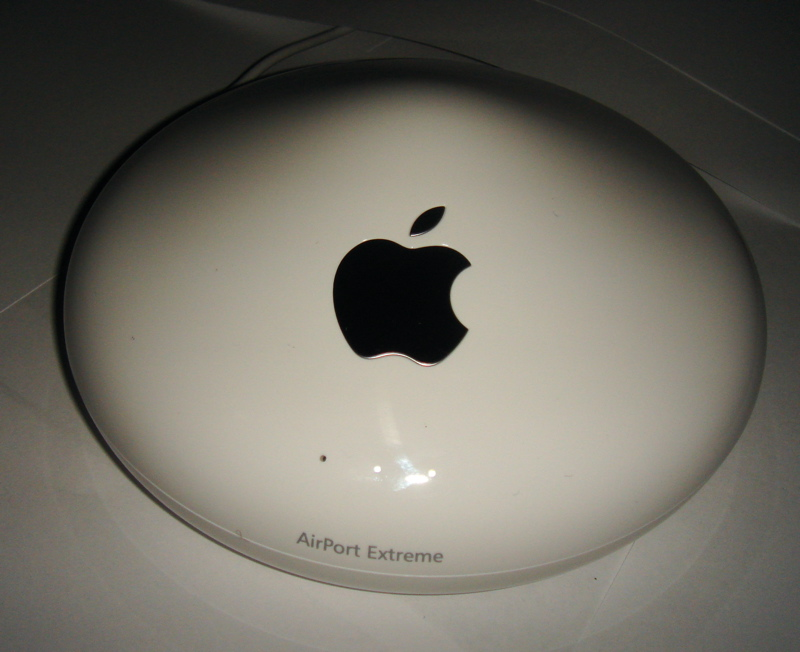
Estação Base AirPort Extreme

A Estação Base AirPort foi descontinuada após o AirPort Extreme atualizado ter sido anunciado em 7 de janeiro de 2003. Além de fornecer velocidade de conexão sem fio de até 54Mbit/s, adicionava uma porta de antena externa e uma porta USB. A porta de antena permitia a adição de uma antena de melhoramento de sinal e a porta USB permitia o compartilhamento de uma impressora USB. Uma impressora conectada torna-se disponível através da tecnologia zero configuration" do Bonjour e IPP para todos os clientes com fio e sem fio na rede. Um segundo modelo (M8930LL/A) sem o modem e porta de antena externa tornou-se brevemente disponível, mas descontinuado após o lançamento do AirPort Express.
Em 19 de abril de 2004 uma terceira versão foi introduzida, com suporta a Power over Ethernet e em conformidade com a especificação 2043 do UL para um uso mais seguro no espaço de operação do ar, como o limite do teto. Todos os três modelos suporta o padrão Wireless Distribution System (WDS). O modelo introduzido em janeiro de 2007 não possuía um variante da conformidade UL correspondente do PoE.
Uma estação base AirPort Extreme podia servir até 50 clientes sem fio de uma vez, por isso, era mais adequada para um ambiente corporativo do que o AirPort Express.